# Matej Čurko
Matej Čurko (25. června 1968 Košice – 12. května 2011 Kysak), známý jako Slovenský kanibal, byl slovenský vrah a kanibal podezřelý ze sériového vraždění. Byl zabit policií poté, co se pokusil nalákat švýcarského muže na smrt. Při vyšetřování se zjistilo, že zabil a snědl dvě ženy, které se kvůli sebevražedným sklonům k tomuto osudu přihlásily dobrovolně. Brzy poté italská policie oznámila, že vrah může být zodpovědný za zmizení dalších 28 žen mezi lety 2009–2011.

## Mládí
Matej Čurko se narodil jako jeden ze dvou synů do celkem průměrné rodiny. Jeho rodiče se v mladém věku rozvedli. O Čurka a jeho bratra, kteří si nebyli příliš blízcí, se starala jejich matka a babička; se svým otcem však udržovali pravidelný kontakt. Čurko se narodil císařským řezem, v předškolním věku neměl žádnou zaznamenanou nemoc nebo zranění, bez komplikací prošel mateřskou školou a dokonce navštěvoval školu pro matematicky nadané žáky, protože byl nadaný v technických oblastech.
Ve škole nebyl oblíbený, ale nebyl ani šikanován, či ponižován. Čurkovy koníčky byly většinou osamělé, jako cyklistika, hra na kytaru a bicí, nebo počítače a jejich programování. Jeho učitelé ho označovali za rebela a provokatéra, protože nerespektoval autority. Jako 13letý zaútočil nožem na 11letého sousedovic chlapce, kterému způsobil vážná zranění. Tento čin dostal mladého Čurka na psychiatrickou kliniku v Košicích, kde strávil více než měsíc. Poté byl ošetřován v Dětské psychiatrické léčebně v Hrani, kde inteligenční testy prokázaly, že měl nadprůměrné IQ 116.

### Dospělost
Po dokončení základní školy Čurko úspěšně absolvoval odbornou školu s maturitou a byl povolán do armády jako technický specialista. Po návratu z armády hledal uplatnění v technickém průmyslu a také získal dvě nové záliby: střelné zbraně a bojová umění. Nakonec získal zaměstnání jako vedoucí IT oddělení nejmenované pojišťovny. Velkou zvláštností je, že věnoval spoustu času podávání trestních oznámení státnímu zastupitelství, které se týkalo záležitostí od problémů s parkováním až po vysoce postavenou politiku.
Lidem na Čurkovi připadalo zvláštní, že nikdy neprojevil zájem o opačné pohlaví. Až si ve věku 30 let našel partnerku, se kterou měl dvě děti. Psychiatři a psychologové později prokázali, že vykazoval četné známky psychopatie (nechuť k sociálnímu kontaktu, upřednostňování samoty, emoční chlad, slabá empatie, neschopnost vyjádřit své pocity a konflikty s autoritou). Pravděpodobně také trpěl nekrofilním sadismem a schizoidní poruchou osobnosti.

## Modus Operandi a prokázané vraždy
V době vražd Čurko žil v obci Sokoľ a pravidelně cestoval do Kysackého lesa, kde zabíjel své oběti. Spojoval se s nimi hlavně prostřednictvím sebevražedných fór, pod přezdívkou „Orion218“. Oběti, z nichž většina měla sebevražedné sklony a otevřeně vyznávaly touhu ukončit svůj život, dobrovolně souhlasily s tím, že je „Slovenský kanibal“ zabije. Procedura zahrnovala setkání dvojice (vrah a oběť) v lese, kde Čurko oběť omámil a pak ji bodl do srdce. Tělo poté naporcoval sekáčkem na maso nebo jedním ze svých mnoha nožů a pomocí pepře zamaskoval pach zkaženého masa. Poté, pro své potěšení, snědl jakoukoli část těla, po které zrovna zatoužil, zbytek uložil do své lednice v Kysaku a ostatky zahrabal do mělkých hrobů na svém pozemku.
Při prohledávání jeho majetku byla objevena pouze dvě těla: 30letá Elena Gudjaková z Oravského Veselého, která zmizela 23. června 2010; a další 20letá Lucia Uchnárová ze Sniny, která zmizela 3. září 2010. Obě ženy měly problémy s duševním zdravím, Lucia se už dříve, v roce 2008, pokusila o sebevraždu. Obě Čurka kontaktovaly přes internet. Jejich ostatky byly později nalezeny v mělkých hrobech na Čurkově pozemku.

## Objevení a smrt
Na jaře 2011 zveřejnil mladý Švýcar jménem Markus Dubach, který uvažoval o sebevraždě kvůli šikaně na pracovišti, inzerát na kanibalské stránce. V inzerátu žádal někoho, aby ho zabil a snědl. Původně to zamýšlel pouze jako vtip, ale byl překvapivě kontaktován Čurkem, který učinil nabídku, že tu práci udělá. Dubach ze zvědavosti udržoval kontakt se svým anonymním rádoby zabijákem, dokonce mu poslal obrázky svých nohou a hýždí, aby ukázal svou atletickou postavu. K velkému Markusovu šoku mu Čurko skutečně poslal obrázky zobrazující části ženského těla a lidské maso vařené na pánvi. Proto se Dubach rozhodl kontaktovat švýcarské úřady, které mu zpočátku nevěřily, ale poté, co uviděly zprávy, které si Dubach s vrahem vyměňoval, rychle změnily názor.
Případ byl předán jejich kolegům na Slovensku a rychle byl přidělen speciální agent, který na domluvené schůzce zaujal Dubachovo místo. V oblasti setkání byly rozmístěny speciální ozbrojené jednotky, včetně profesionálního odstřelovače, protože informace získané policií naznačovaly, že muž byl velmi nebezpečný a dobře ozbrojen. Nedlouho po příjezdu na místo se k agentovi přiblížil muž. Protože měl velmi neformální vzhled, byl zpočátku mylně považován za turistu, ale ukázalo se, že se skutečně jedná o kanibala. V tu chvíli bylo Čurkovi nařízeno, aby se postavil, ale místo toho popadl zbraň z opasku a zahájil palbu na agenta, kterého zasáhl do hrudníku. Zasažen byl i samotný Čurko, který po upadnutí do kómatu zemřel.
Celý příběh je popsán v knize „Die Entscheidung – Begegnung mit einem Kannibalen“ („Rozhodnutí – Setkání s kanibalem“), kterou autor Markus Dubach vydal 26. listopadu 2017 (v současnosti je k dispozici pouze v německém vydání).

## Vyšetřování
Při prohledání Čurkova batohu policie narazila na celou řadu fascinujících předmětů, které by mohly být použity k zabíjení lidí: tři lahve vodky, skládací nůž, balíčky černého pepře (pravděpodobně k zamaskování zápachu), igelitové tašky, prádlo, latexové rukavice, plastová pouta, velký nůž a ruční pila. Nedlouho poté byl prohledán Čurkův dům, kde našli několik legálně vlastněných zbraní, velké množství nábojů, několik mobilních telefonů a počítač. Průzkum počítače odhalil GPS polohu dvou těl a další domluvené setkání s 22letým mužem z České republiky. Později byla nalezena umístění těl, která postrádala hlavy, nohy, prsa a části svalů. Později byla identifikována jako Gudjaková a Uchnárová.
V lesích byl také nalezen obřadní oltář. Předpokládá se, že zde Čurko vařil a jedl části těl svých obětí. Není jasné, zda to mělo nějaký rituální účel, později to však nechaly úřady zničit, aby se zabránilo možnosti vzniku nového posvátného místa „sickos“.

## Další oběti
Italským vyšetřovatelům se podařilo spojit profily 28 nezvěstných žen s Čurkovým typem oběti: věk 25–28 let, sebevražedné sklony i ochota nechat se zabít a kanibalizovat. Všechny zmizely v období od ledna 2009 do května 2011, kdy byl Čurko aktivní. To potvrzují e-maily sdílené mezi Dubachem a Čurkem, kde byla zmíněna možná oběť italské národnosti, a skutečnost, že v jeho lednici byly nalezeny části těla, které se neshodovaly s Gudjakovou nebo Uchnárovou. Úřady sledovaly potenciální zákazníky na internetu, ale kvůli slovenskému zákonu již nejsou žádné informace před rokem 2009 k dispozici.